# OFK Gradina Srebrenik
Nogometni Klub Gradina – bośniacki klub piłkarski z siedzibą w Srebreniku. Został założony w 1953 roku.

## Historia
Logo klubu zawiera Fleur-de-lis, znajdujący się w jego centrum. W sezonie 2005/06 Aida Dubok Potok wygrała grupę Sjever i zdobyła awans do Pierwszej ligi FBiH. Następnie Aida połączyła się z Gradiną, dzięki czemu Gradina w sezonie 2007/08 startowała w Pierwszej lidze FBiH. Jednak zespół nie utrzymał się w niej i od sezonu 2008/09 grał w Drugiej Lidze FBIH.